# 4845 Tsubetsu
4845 Tsubetsu је астероид главног астероидног појаса чија средња удаљеност од Сунца износи 2,401 астрономских јединица (АЈ).
Апсолутна магнитуда астероида је 12,5.